# Liste des champs profonds
Les photographies du champ profond, ou plus simplement champ profond, sont des images prises par un télescope, situé dans l'espace ou sur Terre, qui se concentre sur une toute petite région du ciel et qui pose pendant un temps largement plus important que pour une image habituelle, dans le but d'observer les détails les plus faibles possibles des zones les plus éloignées de l'univers visible. 

## Liste des champs profonds notables
| Image | Nom                                  | Année de prise de vue | Nombre de prises de vues |
| ----- | ------------------------------------ | --------------------- | ------------------------ |
|       | Champ profond de Hubble              | 1995                  | 342                      |
|       | Champ profond de Hubble Sud          | 1998                  | 995                      |
|       | Champ profond de Chandra Sud         | 1999-2000             | 11                       |
|       | Champ ultra-profond de Hubble        | 2003-2004             | 808                      |
|       | CANDELS Survey                       | 2011                  |                          |
|       | VLT de l'ESO et l'instrument SINFONI | 2012                  |                          |
|       | Champ extrêmement profond de Hubble  | 2012                  | 2 000                    |
|       | Premier champ profond de Webb        | 2022                  |                          |